# Українські Козаки (пілотажна група)
Українські Козаки — пілотажна група, яка виконувала вищий пілотаж на літаках Л-39 «Альбатрос». Група була створена у 1995 році і складалася з 8-ми Л-39 «Альбатрос». У 1997 році польоти групи були припинені, а група розформована.

## Історія групи
Формування пілотажної групи було розпочате на авіабазі в Умані, що після реформування в 1995 році перейшла зі складу ЧВВАУЛ до 14-го авіакорпусу.
В цілому підготовка групи проходила успішно і її перший виступ був запланований на День Незалежності України 24 серпня 1997 року. Група мала виступити над аеродромом Чайка, що знаходиться біля Києва.
До цієї дати залишалося менше місяця, коли трапилася трагедія, що вплинула на всю подальшу долю групи.
13 серпня пілотажна пара відпрацьовувала один з найефектніших елементів вищого пілотажу — прохід на зустрічних курсах на малій висоті з виконанням бочки. Зустріч літаків повинна була відбутися чітко над центром смуги, але, коли вони почали зближуватися, стало ясно, що швидкість одного з них завелика, і літаки перетнуться в іншій точці. Тоді екіпаж різко скинув швидкість, що погіршило керованість машини. У результаті цього «бочка» вийшла розтягнутою і в її нижній точці Альбатрос зіткнувся з землею.
Льотчики А. Н. Чичиков і А. Л. Гульченко, що перебували в його кабіні, загинули.
Не зважаючи на цю трагедію, запланований виступ над аеродромом «Чайка» відбувся, але він став першим і останнім в історії цієї пілотажної групи. Незабаром «Українських Козаків» було розформовано.

## Доля групи після розформування
Після того, як «Українських Козаків» було розформовано, літаки Л-39 «Альбатрос», на яких літала група було законсервовано. Зараз вони перебувають на аеродромі в Чугуєві, Харківська область. Про долю льотного складу групи загалу також нічого не відомо.
Враховуючи складну фінансову ситуацію в державі з часу розформування групи ніколи не надходило ніяких заяв про можливість її відновлення чи реорганізації.
Незабаром після розформування «Українських Козаків» сталася жахлива Скнилівська трагедія, що дала поштовх до закриття іншої пілотажної групи Повітряних Сил України «Українські Соколи», реально відновити яку, після всіх заяв і намагань політиків, залишається дуже складно.